# Ioana Doletti
Ioana Dumitrescu-Doletti (n. 24 septembrie 1902, București, România – d. 19 februarie 1963, Madrid, Noua Castilie⁠(d), Spania) a fost prima soție a principelui Nicolae al României. Căsătoria lor nu a fost niciodată recunoscută de regele Carol al II-lea și de succesorul acestuia, regele Mihai I.

## Biografie
Ioana Dumitrescu-Tohani Doletti era fiica unor boieri buzoieni, al cărei bunic fusese postelnic, și a fost căsătorită pentru un timp cu Radu Săveanu, fiul lui Nicolae N. Săveanu, fost ministru și viitor președinte al Camerei Deputaților. Ea l-a cunoscut pe principele Nicolae la Automobil Club și la scurt timp a divorțat de soțul ei.
Principele Nicolae s-a logodit cu Ioana Doletti în primăvara anului 1928. Relația lor a fost dezaprobată de mama principelui, regina Maria și de fratele lui mai mare, Carol al II-lea, deși, potrivit memoriilor lui Nicolae, regina a regretat atitudinea sa față de Ioana și înainte de a muri a mărturisit că regretă că nu a cunoscut-o mai bine. În 1931, principele Nicolae și Ioana Doletti s-au căsătorit în secret, la Tohani, fără consimțământului regelui, ceea ce a dus la o ruptură între cei doi frați. În decembrie 1931, Tribunalul județului Ilfov a anulat această căsătorie, iar Carol al II-lea și guvernul țării au decis ca principele Nicolae să se stabilească în străinătate. Deși principele a revenit în țară în aprilie 1932, pentru o perioadă scurtă, căsătoria sa nu a fost recunoscută în continuare. În 1937 Nicolae a fost obligat să părăsească țara, iar în 1940, după o vreme petrecută în Italia, el și Ioana s-au stabilit definitiv în Elveția.
Ioana Doletti a murit în 1963, iar în amintirea ei, Nicolae a înființat Fundația de Cultură Românească „Principesa Ioana”, care a sprijinit inițiativele culturale ale românilor din SUA și Germania. Ea a fost înmormântată în cimitirul din Lausanne (Elveția), unde în 1978 au fost aduse și osemintele principelui Nicolae, a cărui ultimă dorință a fost să fie înmormântat alături de Ioana. În 2023, guvernul României a aprobat ca osemintele principelui Nicolae și ale primei sale soții, Ioana, să fie reînhumate în Catedrala arhiepiscopală și regală de la Curtea de Argeș.